# Klubi Sportiv Apolonia Fier 2009-2010
Questa voce raccoglie le informazioni riguardanti il Klubi Sportiv Apolonia Fier nelle competizioni ufficiali della stagione 2009-2010.

## Rosa
| N. |                    | Ruolo | Calciatore              |
| -- | ------------------ | ----- | ----------------------- |
|    | Albania (bandiera) | P     | Eglant Haxho            |
|    | Albania (bandiera) | P     | Sulejman Hoxha          |
|    | Albania (bandiera) | D     | Erald Elmazi            |
|    | Albania (bandiera) | D     | Elton Grami             |
|    | Albania (bandiera) | D     | Maringlen Shoshi        |
|    | Albania (bandiera) | D     | Norion Spaho            |
|    | Albania (bandiera) | D     | Illirjan Mertiri        |
|    | Serbia (bandiera)  | D     | Edin Ferizović          |
|    | Nigeria (bandiera) | D     | Chukwuka Charles Ofoyen |
|    | Albania (bandiera) | C     | Gazmend Çimili          |
|    | Albania (bandiera) | C     | Erjon Hoti              |
|    | Albania (bandiera) | C     | Shkëlzen Kelmendi       |
|    | Albania (bandiera) | C     | Elis Kokalari           |

| N. |                    | Ruolo | Calciatore       |
| -- | ------------------ | ----- | ---------------- |
|    | Albania (bandiera) | C     | Orges Serjani    |
|    | Albania (bandiera) | C     | Marsel Rushani   |
|    | Albania (bandiera) | C     | Andrea Veliu     |
|    | Albania (bandiera) | C     | Albert Kaçi      |
|    | Serbia (bandiera)  | C     | Kenan Ragipović  |
|    | Serbia (bandiera)  | C     | Semir Hadžibulić |
|    | Serbia (bandiera)  | A     | Sead Hadžibulić  |
|    | Serbia (bandiera)  | A     | Mladen Brkić     |
|    | Albania (bandiera) | A     | Andi Ribaj       |
|    | Albania (bandiera) | A     | Sokol Çela       |
|    | Albania (bandiera) | A     | Arbër Dhrami     |
|    | Albania (bandiera) | A     | Julian Gërxho    |